# Hugin (logiciel)
Pour les articles homonymes, voir Hugin.
Hugin est un logiciel d'assemblage de photos, distribué sous licence libre, permettant la création de panoramas ou bien l'assemblage de différentes images prises avec des expositions différentes en une image dite « HDRI ».
Hugin est principalement une interface graphique multiplate-forme permettant d'utiliser la bibliothèque de programmes Panorama Tools (en), aussi connue sous le nom de libpano.

## Modes de projection
Il permet plusieurs types de projections des photographies vers le panorama final :
- Rectilinéaire[2] ;
- Cylindrique[3] ;
- Équirectangulaire ;
- Fisheye[4] ;
- Stéréographique ;
- Mercator ;
- Mercator transverse ;
- Sinusoïdale ;
- Cylindrique équivalente de Lambert ;
- Azimutale équivalente de Lambert ;
- Conique équivalente d'Albers ;
- Cylindrique de Miller ;
- Panini[5] ;
- Architecturale (projection de Miller au-dessus de l'horizon et projection cylindrique équivalente de Lambert en dessous) ;
- Orthographique ;
- Équisolide ;
- Équirectangulaire de Panini ;
- Double plan ;
- Triple plan.

## Formats d'images supportés
Le format de projet d'Hugin comporte l'extension .pto, il permet l'import/export d'image dans différents formats :
- HDR (.hdr)
- JPEG (.jpg, .jpeg), ce format ne supporte que 8 bits par couleurs et utilise la compression avec perte. Il n'est donc destiné qu'à un export final, pour le web par exemple.
- OpenEXR (.exr)
- PNG (.png)
- TIFF (.tif, .tiff)

## Historique des versions
| Version  | Date              | Remarques              |
| -------- | ----------------- | ---------------------- |
| ?        |                   |                        |
| 0.5.0    | 12 décembre 2005  |                        |
| 0.6.0    | 23 juillet 2006   |                        |
| 0.6.1    | 20 août 2006      |                        |
| 0.7.0    | 19 juin 2009      | (en) Notes de versions |
| 0.8.0    | 17 juillet 2009   | (en) Notes de versions |
| 2009.2.0 | 29 septembre 2009 | (fr) Notes de versions |
| 2009.4.0 | 16 décembre 2009  | (fr) Notes de versions |
| 2010.0.0 | 22 mars 2010      | (en) Notes de versions |
| 2010.2.0 | 10 octobre 2010   | (en) Notes de versions |
| 2010.4.0 | 1er janvier 2011  | (en) Notes de versions |
| 2011.0.0 | 29 mai 2011       | (en) Notes de versions |
| 2011.2.0 | 30 septembre 2011 | (en) Notes de versions |
| 2011.4.0 | 17 décembre 2011  | (en) Notes de versions |
| 2012.0.0 | 5 novembre 2012   | (en) Notes de versions |
| 2013.0.0 | 27 octobre 2013   | (en) Notes de versions |
| 2014.0.0 | 8 octobre 2014    | (en) Notes de versions |
| 2015.0.0 | 8 août 2015       | (fr) Notes de versions |
| 2016.0.0 | 20 mars 2016      | (en) Notes de versions |
| 2016.2.0 | 14 avril 2016     | (en) Notes de versions |
| 2017.0.0 | 17 juin 2017      | (en) Notes de versions |
| 2018.0.0 | 3 février 2018    | (en) Notes de versions |
| 2019.0.0 | 23 mars 2019      | (en) Notes de versions |
| 2019.2.0 | 15 décembre 2019  | (en) Notes de versions |
| 2020.0.0 | 12 décembre 2020  | (en) Notes de versions |
| 2021.0.0 | 30 décembre 2021  | (en) Notes de versions |
| 2022.0.0 | 18 décembre 2022  | (en) Notes de versions |
| 2023.0.0 | 11 novembre 2023  | (en) Notes de versions |

## Exemples en images

### Panoramique
Hugin permet d'assembler des images prises généralement depuis un trépied, des images qui s'articulent dans une sphère idéalement autour de la pupille d'entrée de l'objectif de l'appareil photographique sur son trépied.
Les images suivantes montrent une série de prises de vues de la basilique de Saint-Maximin-la-Sainte-Baume,
réalisées sur un trépied, et colorées artificiellement pour montrer comment Hugin les assemble :

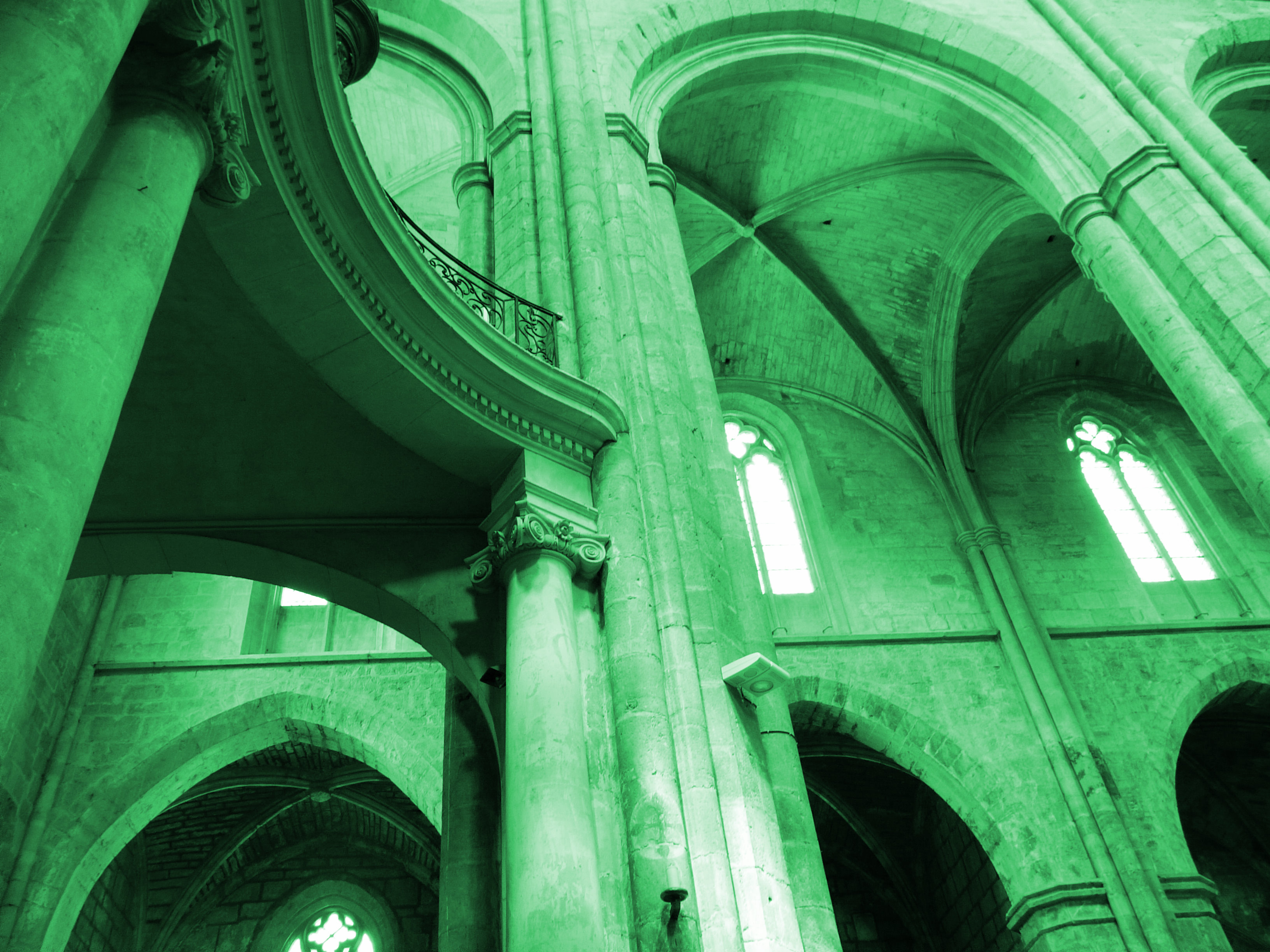
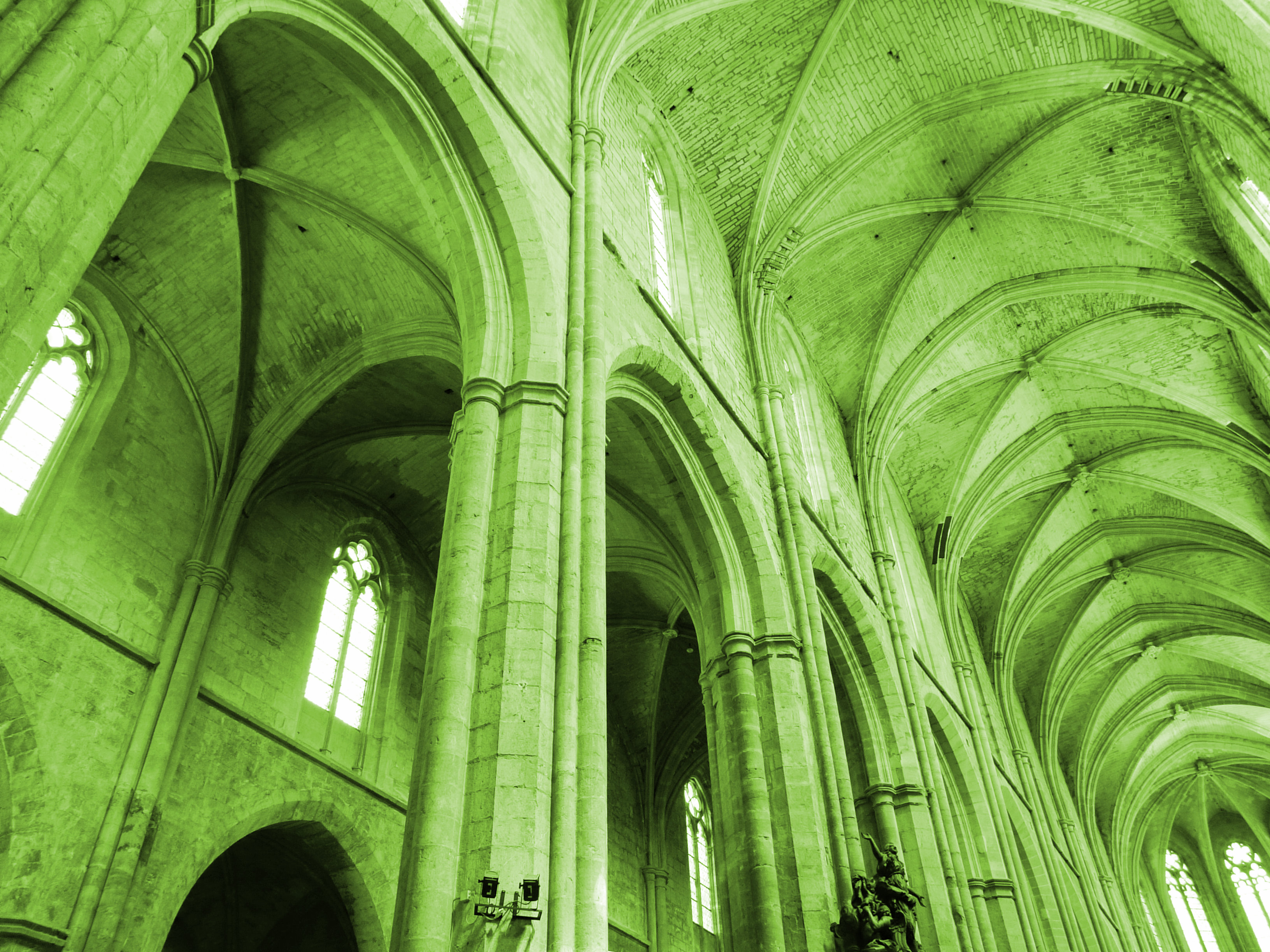
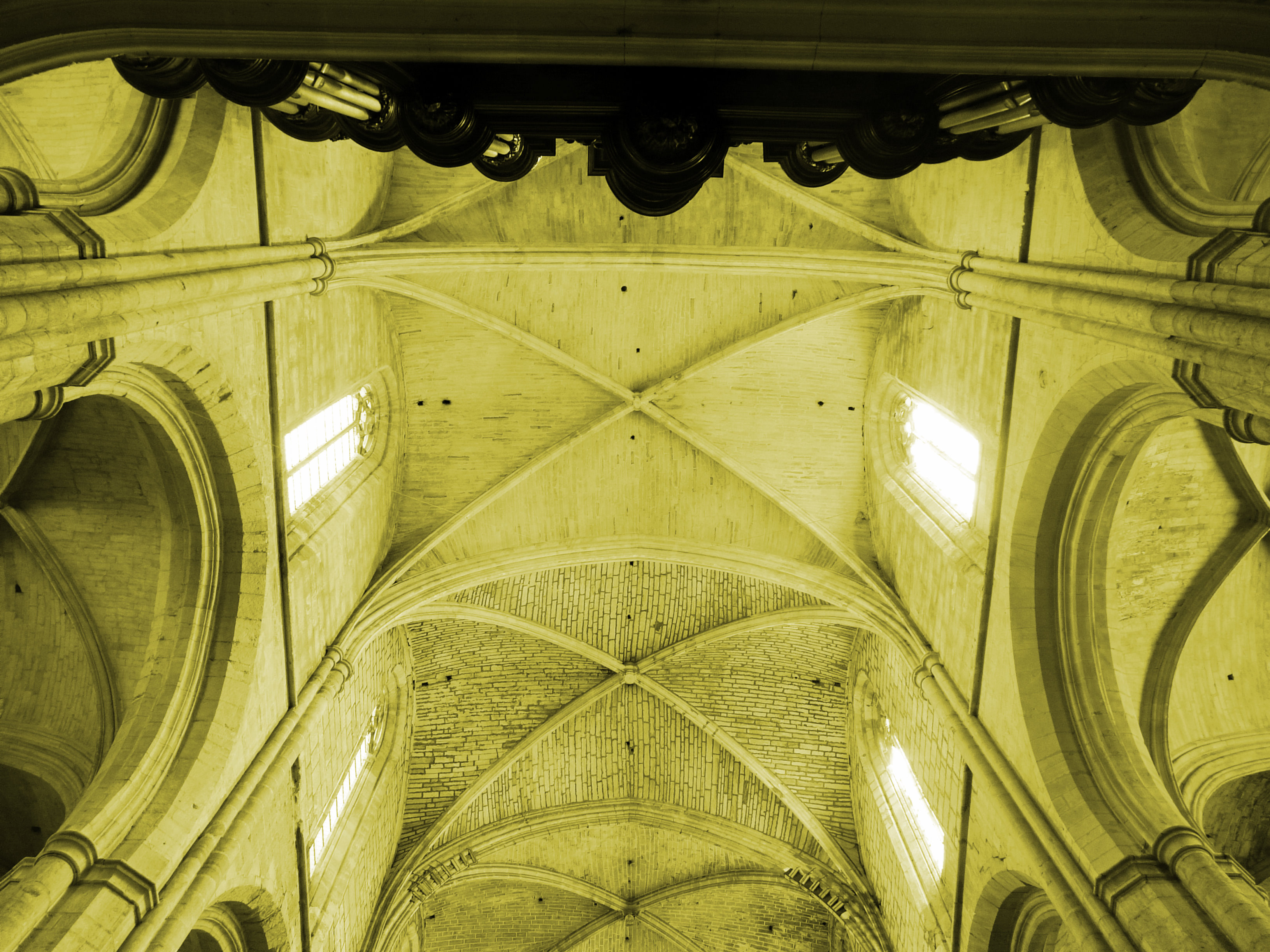
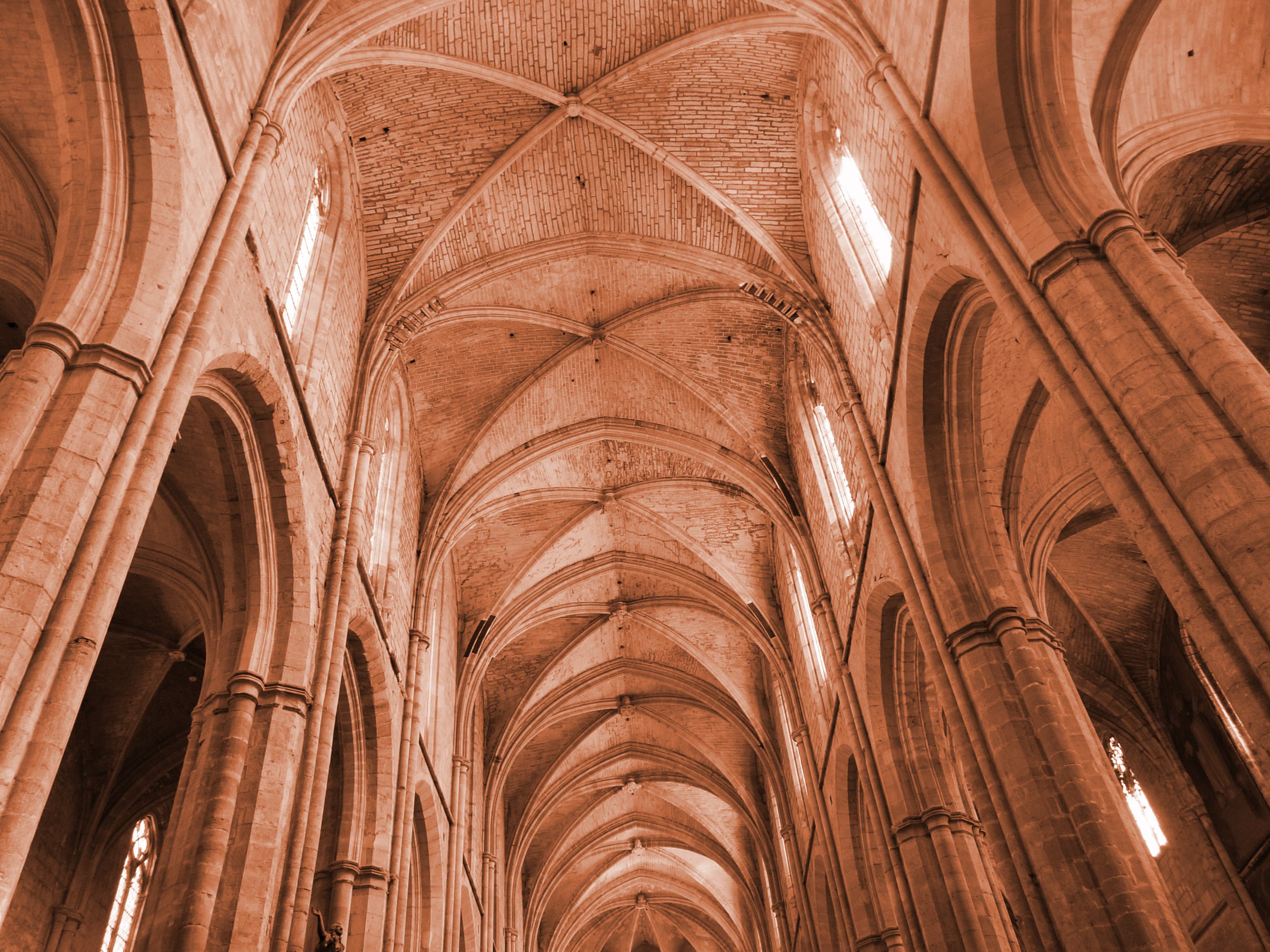
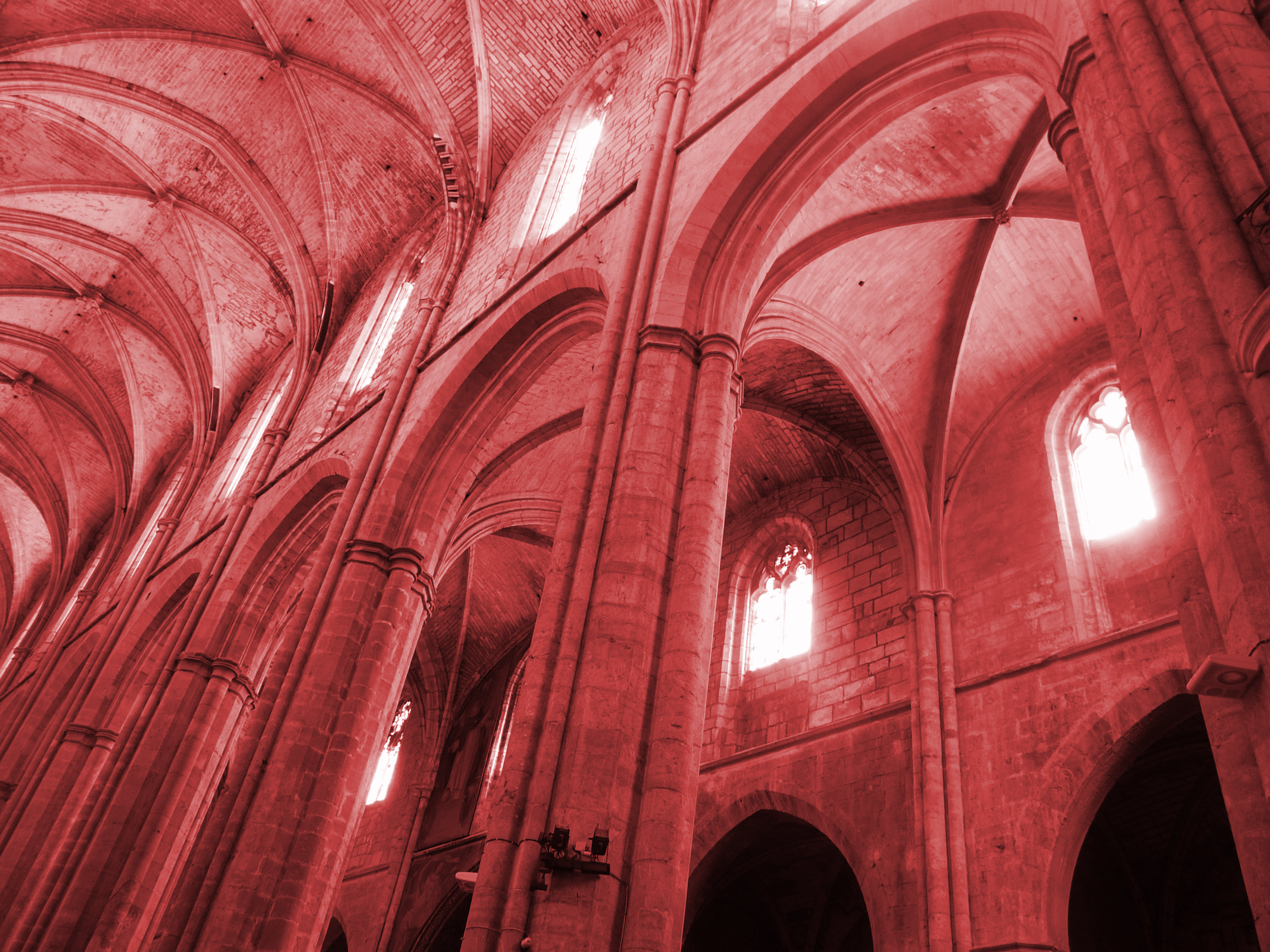
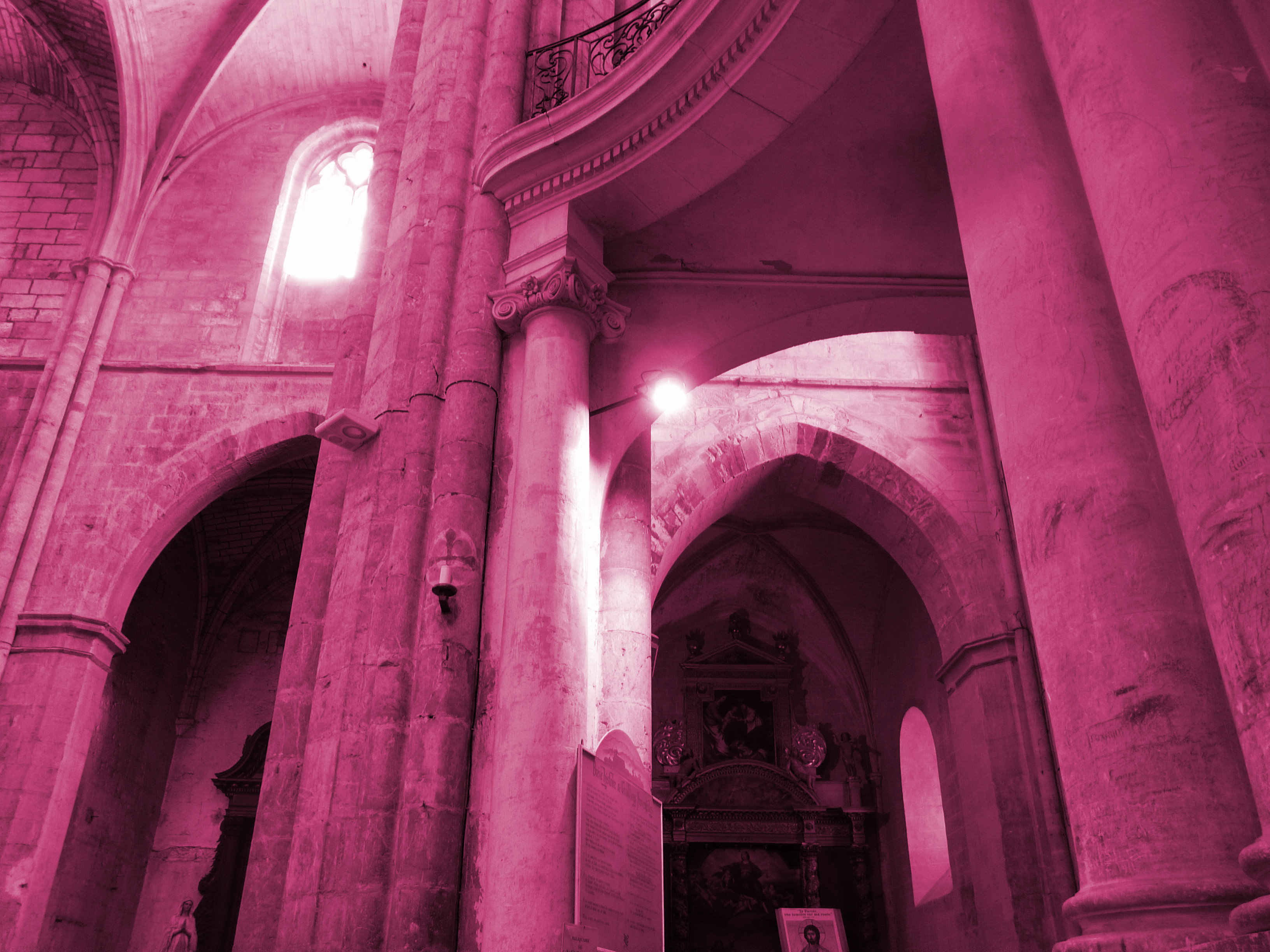
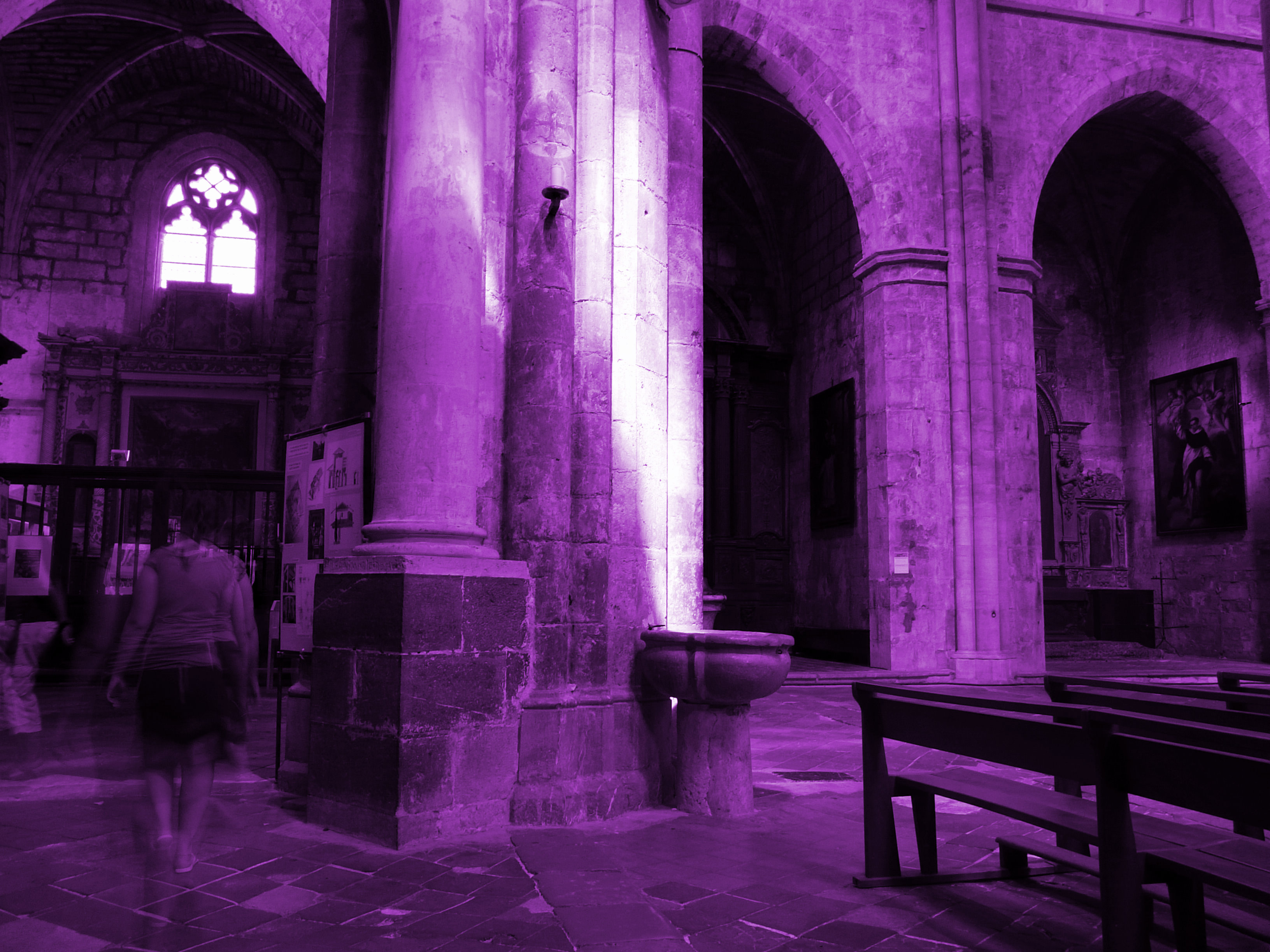
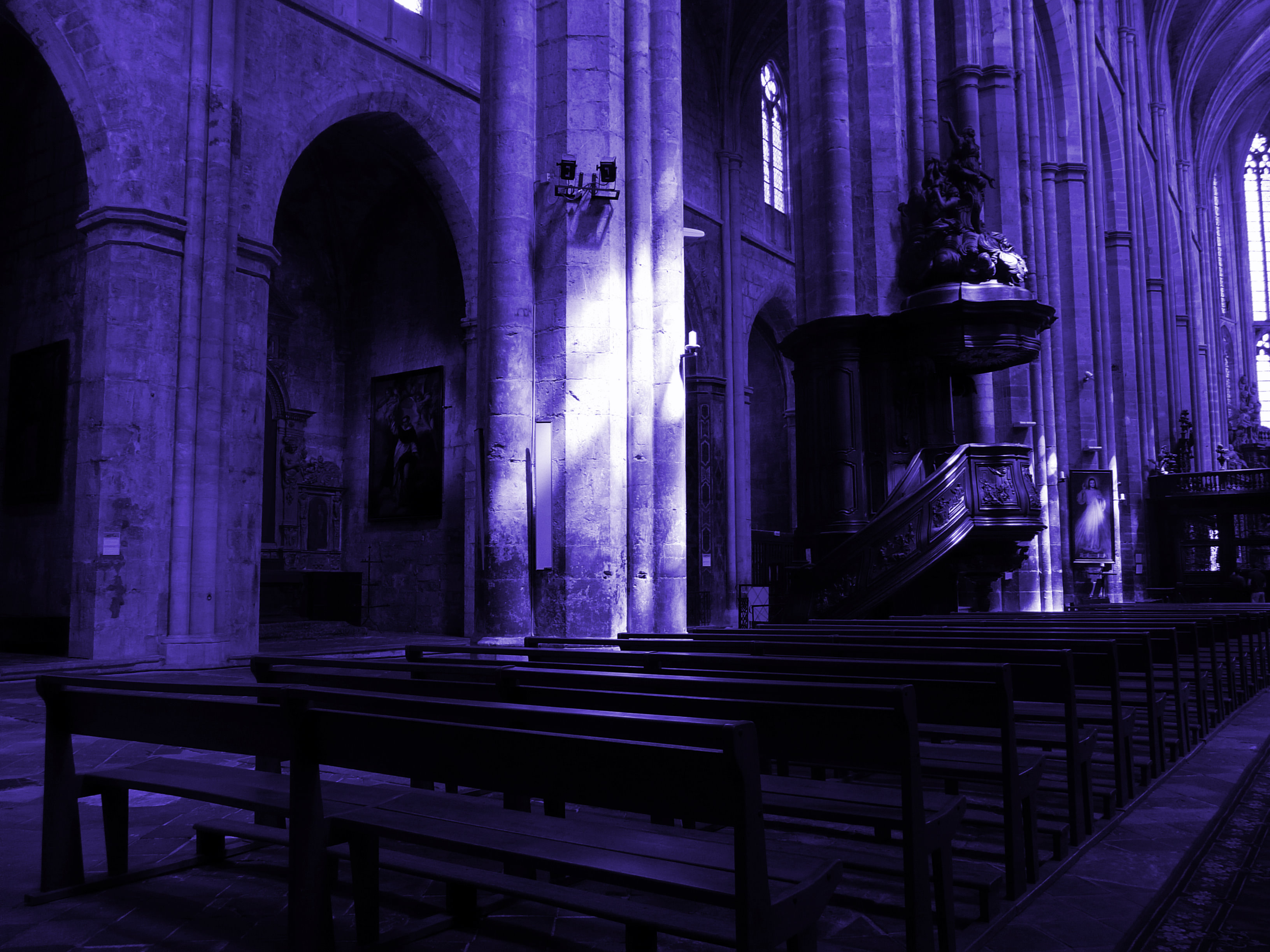
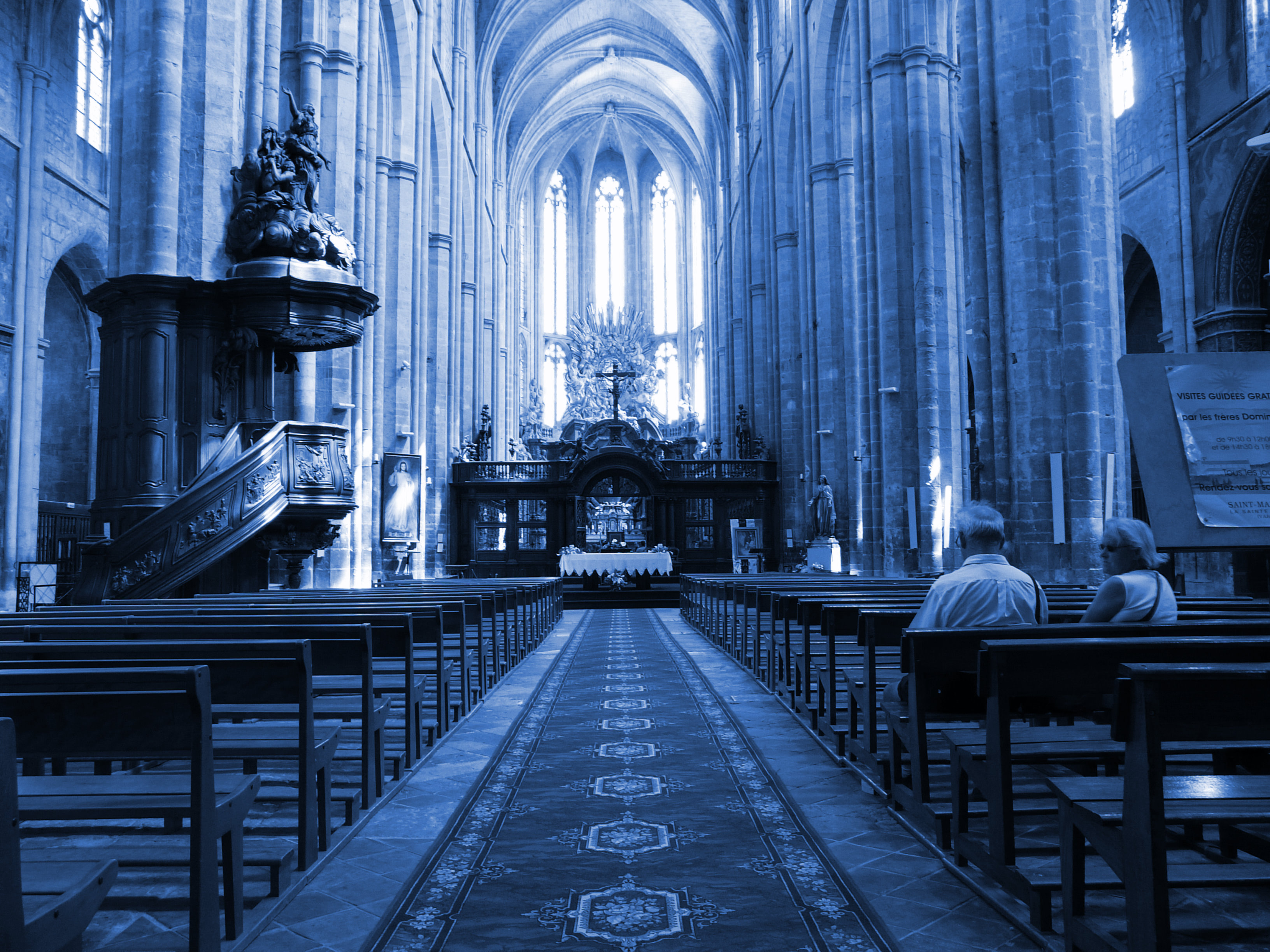
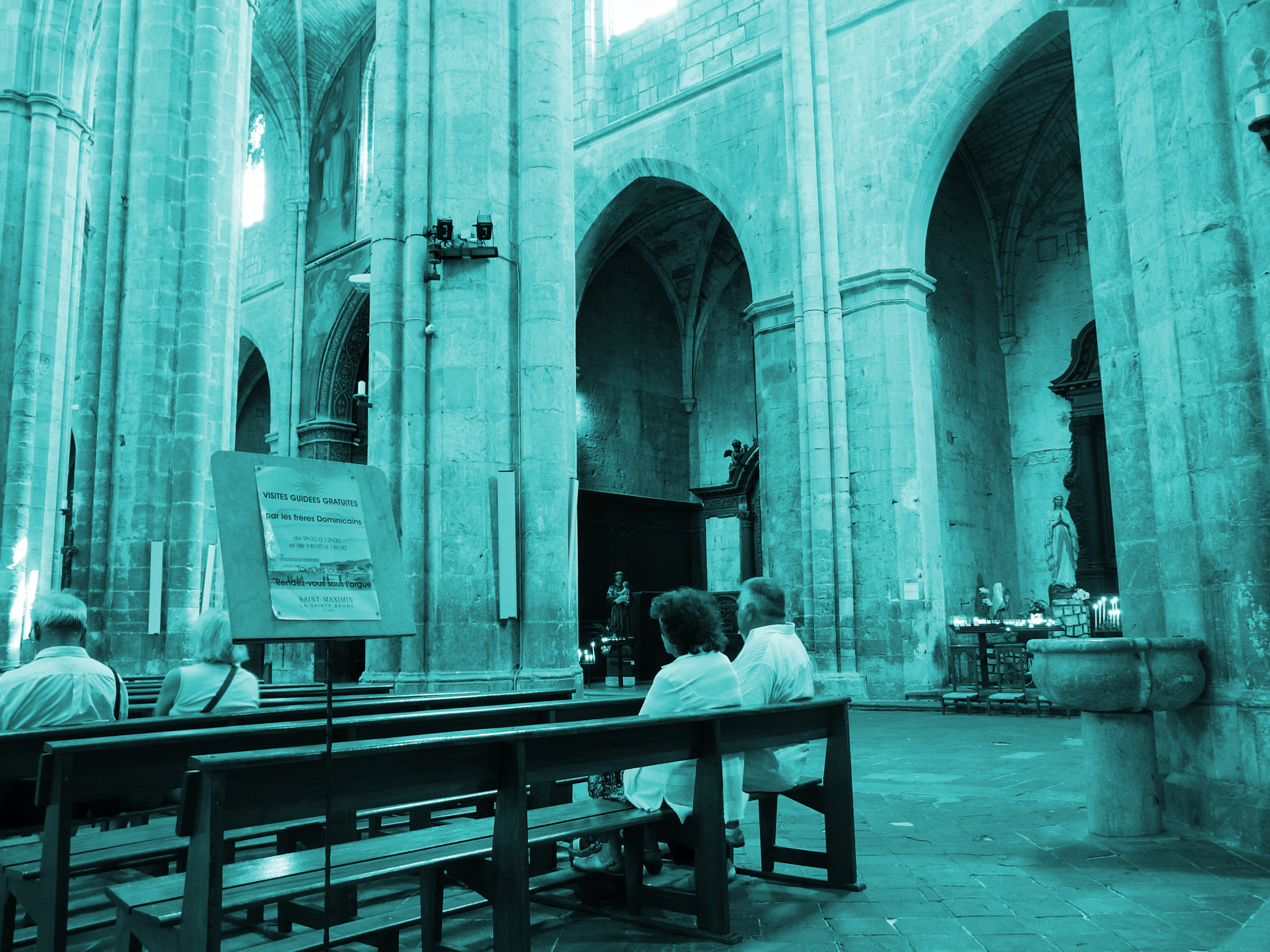
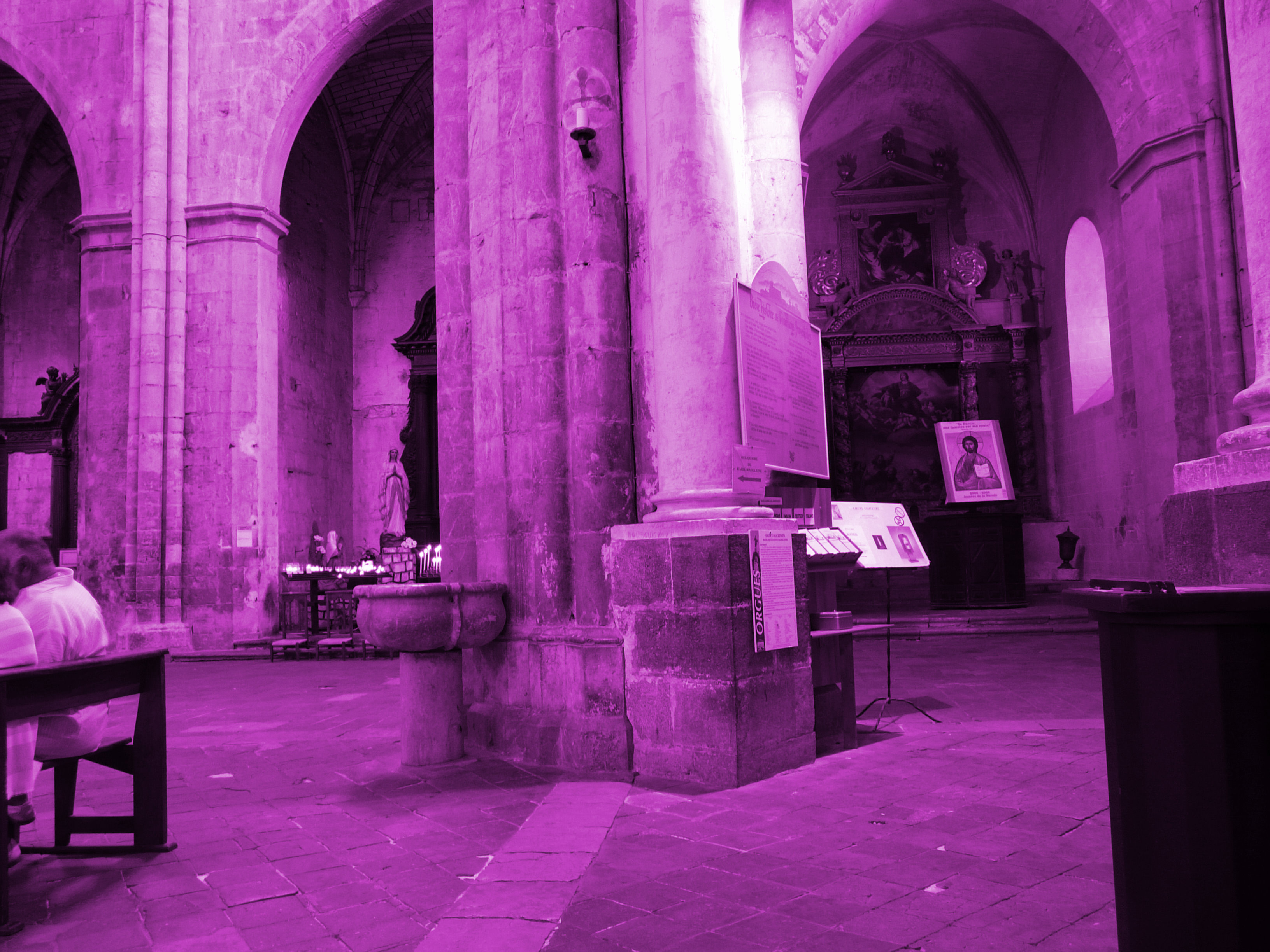

Suivant le type de projection choisie, les images étant en général cylindriques ou sphériques, le rendu sera plus ou moins ressemblant avec ce qu'on peut percevoir en réalité :

Diverses projections
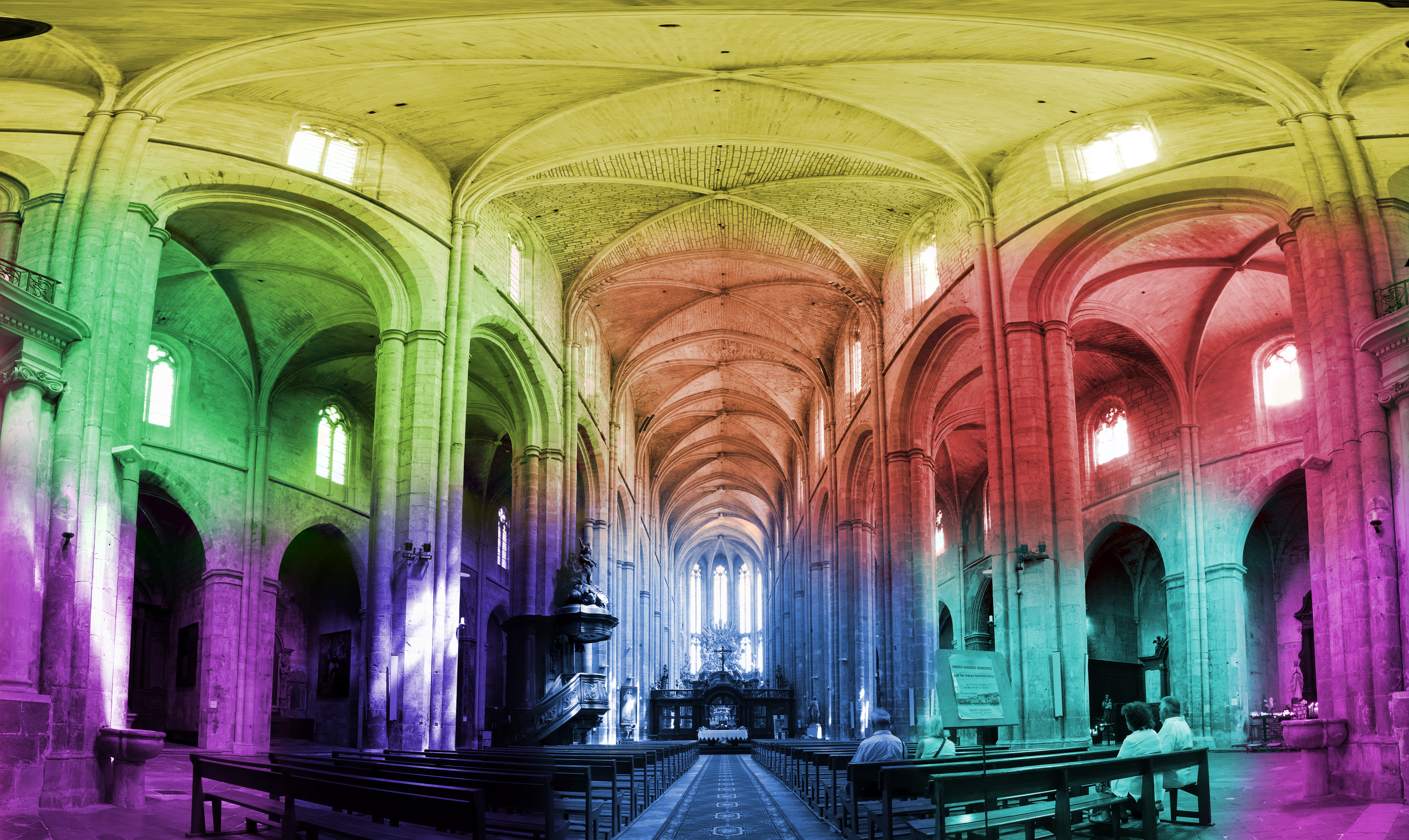
Projection équirectangulaire
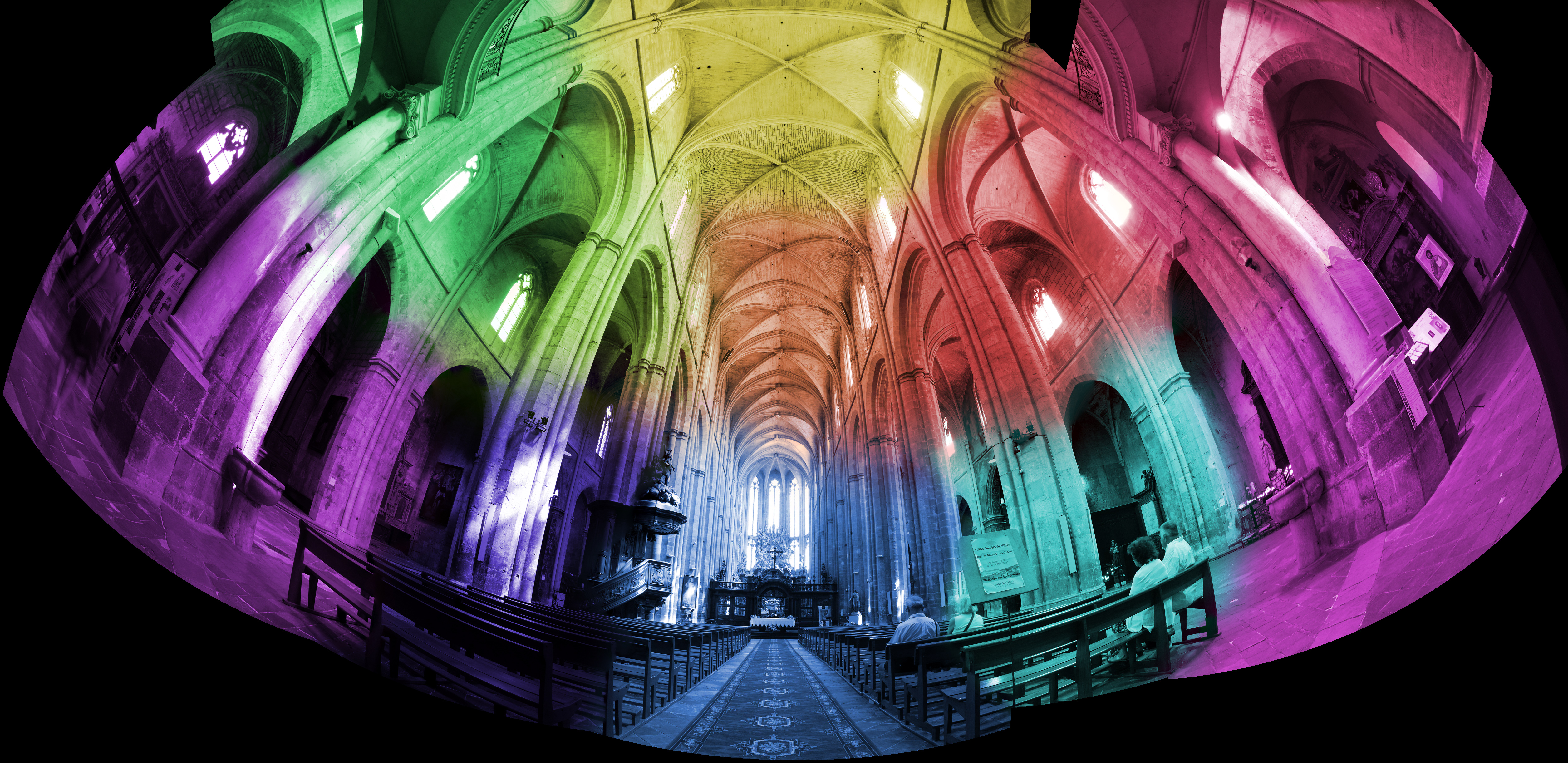
Projection fisheye
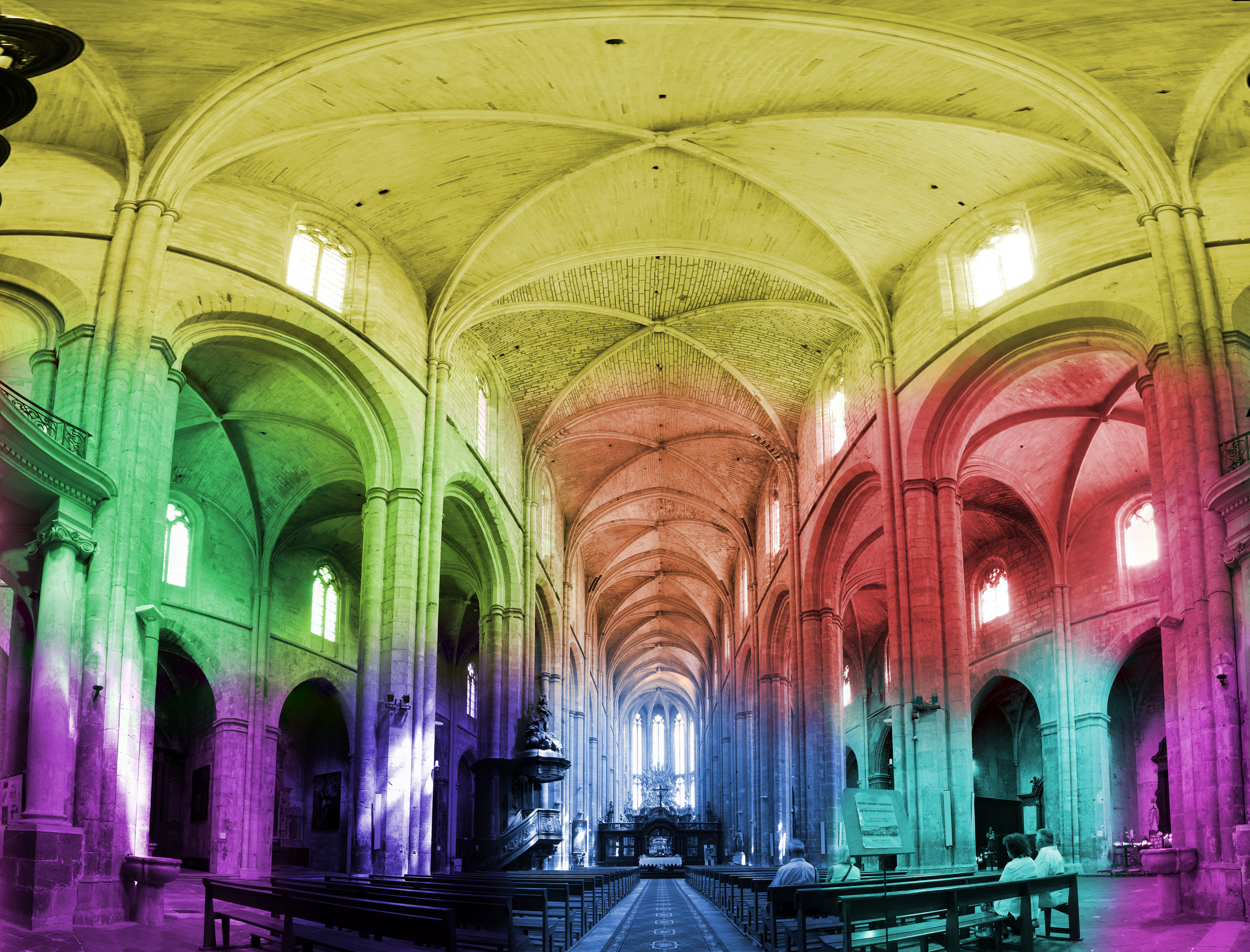
Projection de Miller

Le panorama final en vraies couleurs, en utilisant la projection de Miller :

### HDRI

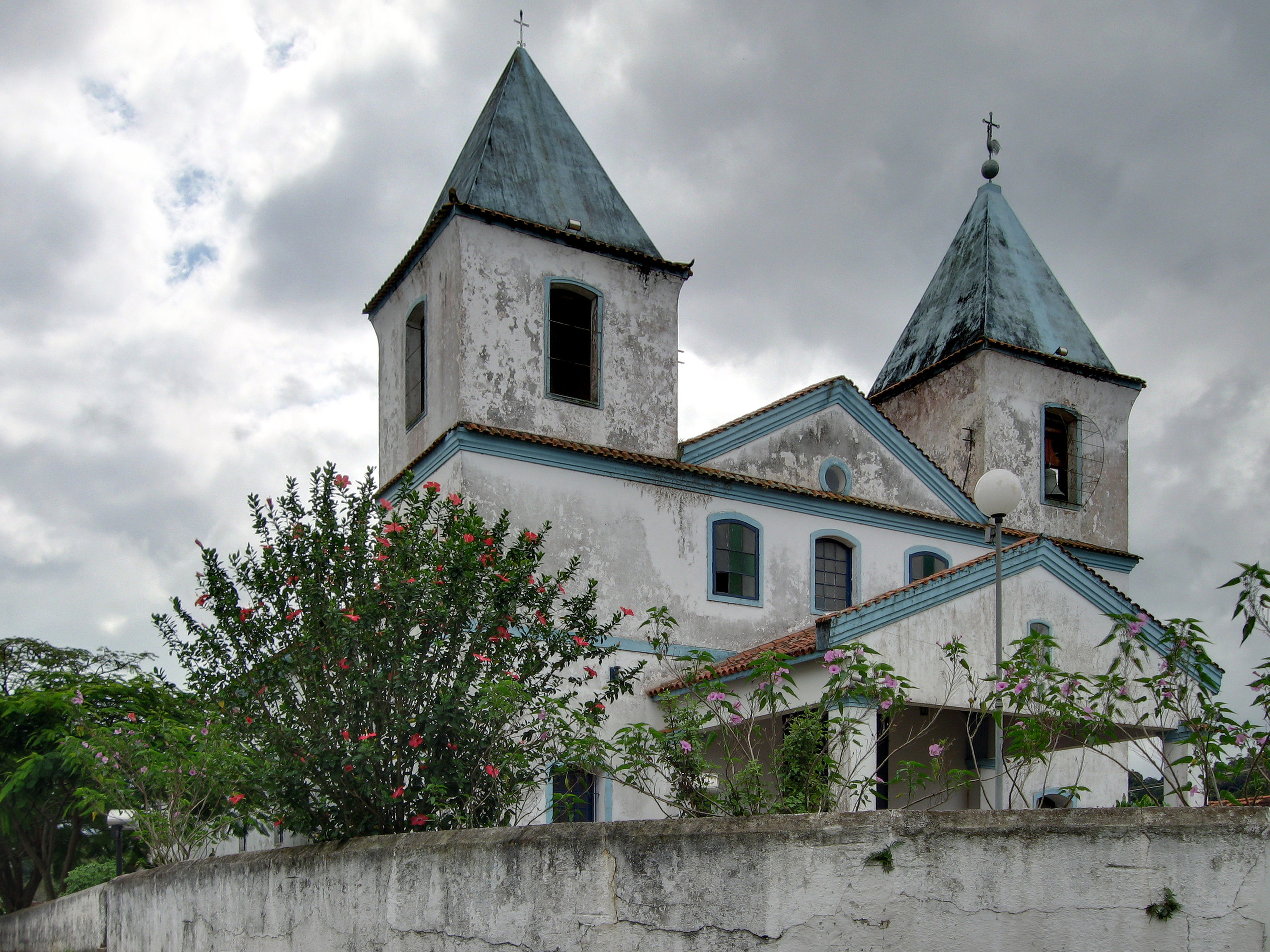
Sacra Família. Paulo de Frontin à Rio de Janeiro, au Brésil

Hugin permet également d'assembler plusieurs photographies prises avec des expositions différentes, et de les joindre afin de permettre d'avoir une seule image montrant les différents niveaux de luminosité, sans saturation. L'image finale peut être exportée dans un format haute définition, afin de conserver l'ensemble des niveaux de luminosité, pour un traitement ultérieur, ou bien dans un format basse définition JPEG, comme dans l'image ci-contre.
Les appareils photos numérique permettent en général de prendre 3 photos d'affilée avec des expositions différentes selon un écart défini par l'utilisateur. Il suffit alors d'ouvrir ces trois photos dans Hugin pour recomposer une image dite HDRI. Hugin ne supporte pas le format RAW, il convient donc, de d'abord transcoder les images du format RAW aux formats de type TIFF ou OpenEXR avant de les utiliser dans Hugin.

### Décomposition de mouvement
Il est également possible d'assembler des prises de vues d'un sujet en mouvement.

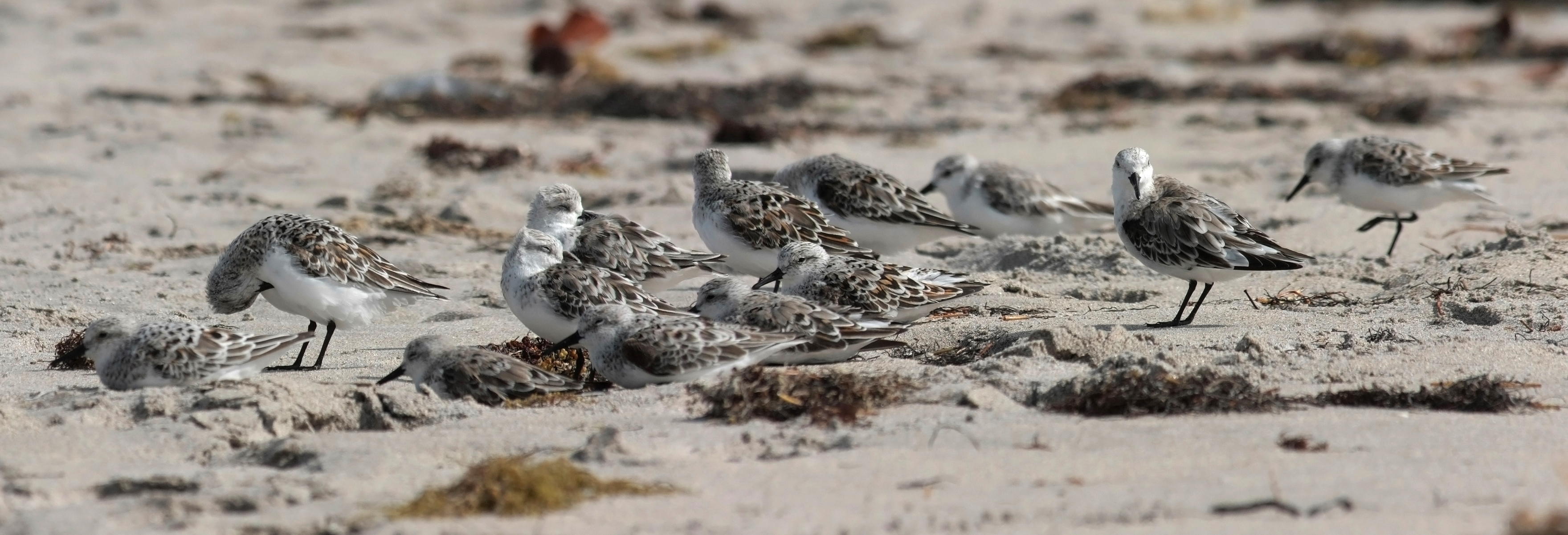
Panorama avec des portions en mouvement.

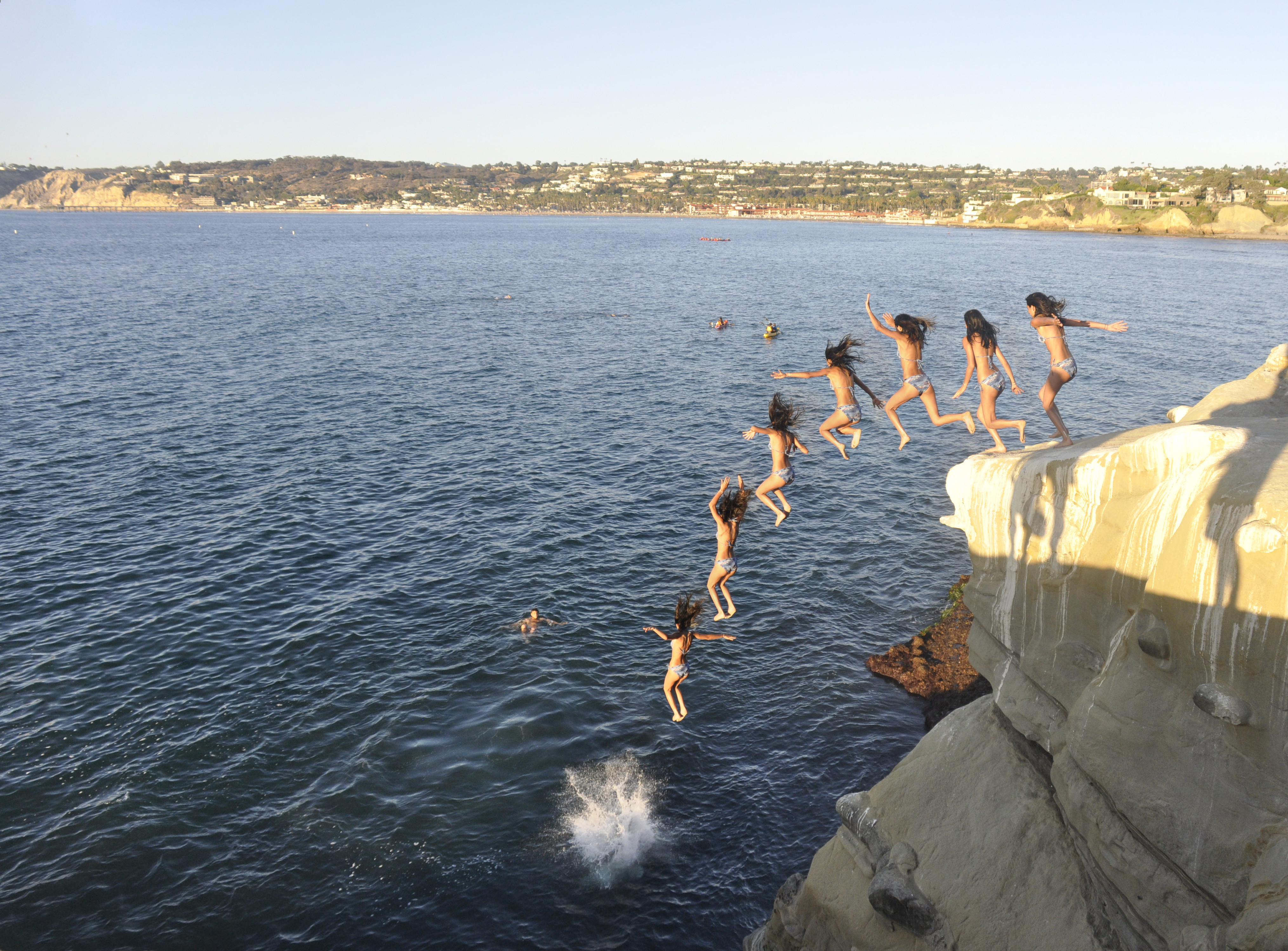
Décomposition d'un plongeon